# Demarai Gray
Demarai Remelle Gray (Birmingham, Anglia, 1996. június 28. –) angol születésű jamaicai válogatott labdarúgó, aki jelenleg az el-Áttifákban játszik, szélsőként.

## Pályafutása

### Birmingham City
Gray a Cadbury Athletic ifiakadémiáján kezdett el futballozni, majd 2006-ban csatlakozott a Birmingham City U11-es csapatához. 2012 júliusában két évre szóló ifiszerződést kötött a klubbal. Miután jó teljesítményt nyújtott az ifi- és tartalékcsapatban, Lee Clark menedzser 2013. október 1-jén nevezte az első csapat meccskeretébe, a Millwall ellen. A 91. percben állt be csereként, Jesse Lingard helyére. November 2-án, a Charlton Athletic ellen kezdőként kapott lehetőséget. December 9-én aláírta első, két és fél évre szóló profi szerződését a Birminghammel. 2014. április 19-én csereként beállva megszerezte profi pályafutása első gólját, a Blackburn Rovers ellen. Teljesítménye miatt a 2013/14-es szezon végén megkapta az év legjobb ifijátékosának járó díjat.
A következő idény első két meccsén kezdőként kapott lehetőséget, de Clark főként csereként számított rá. Első gólját a szezonban a Norwich City ellen szerezte, de a meccs második félidejében visszaesett a teljesítménye és lecserélték. Időközben Gary Rowett lett a csapat vezetőedzője, aki november 22-én, a Rotherham United ellen nevezte elsőként a kezdőbe Grayt. Később állandó kezdő lett, balszélsőként. 2014. december 14-én, a Reading 6-1-es legyőzése során már az első félidőben három gólt szerzett. Ez volt az első mesterhármasa az U14-es csapatban töltött ideje óta. Többek között az ezen a mérkőzésen nyújtott teljesítményének is köszönhetően decemberben őt választották a hónap legjobb fiatal játékosának a Championshipben.
Tehetségére más csapatok is felfigyeltek, 2014 szeptemberében a Premier League-ben szereplő Crystal Palace 500 ezer fontot ajánlott érte, de a Birmingham nemet mondott. Később a Liverpoollal, a Newcastle Uniteddel és a Tottenham Hotspurrel is szóba hozták. A hírek szerint a januári átigazolási időszakban a Bournemouth tette a legmagasabb ajánlatot, 5 millió fonttal, de a kék mezesek minden érdeklődést elutasították, mondván, egyik ajánlat sem felelt meg Gray képességeinek és a benne rejlő potenciálnak.
Csapata időközben kölcsönvette a szintén szélsőként játszó Lloyd Dyert, így az ingadozó teljesítményt nyújtó Gray valamivel kevesebb lehetőséget kapott. Rowett úgy nyilatkozott, hogy a játékos figyelmét túlzottan lekötötték a vele kapcsolatos találgatások, ezért esett vissza valamelyest a teljesítménye, de ez is része egy profi játékos fejlődési folyamatának. 2015. április 11-én, a Wolverhampton Wanderers ellen egy az egész pályán végigvezetett egyéni akció után gólt szerzett. Ez volt az első találata a Reading elleni mesterhármasa óta. Az idény végén elnyerte a Birmingham legjobb fiatal játékosának járó díjat.
Hónapokig tartó egyeztetések után Gray 2015 júliusában új, hároméves szerződést kötött a csapattal, melybe többek között egy elengedési záradékot belefoglaltak. 2015 októberében, a Leeds United ellen gólt szerzett, mint kiderült, ez volt az utolsó találata a Birmingham City színeiben. Utolsó mérkőzését december 29-én játszotta, a Preston North End ellen, ahol csaknem sikerült gólt szereznie, de a kapufát találta el.

### Leicester City
A Premier League-ben szereplő Leicester City kifizette a Gray szerződésébe foglalt, 3,7 millió fontos elengedési záradékot, így 2016. január 4-én leigazolta a játékost, akinek négy évre szóló szerződést adott. Hat nappal később, egy Tottenham Hotspur elleni FA Kupa-meccsen mutatkozott be. Kezdőként lépett pályára és gólpasszt adott Marcin Wasilewskinek a 2-2-es találkozón. Január 16-án, az Aston Villa ellen a Premier League-ben is lehetőséget kapott, a 85. percben beállva.
Mivel a Leicester vezette a bajnokságot, Claudio Ranieri nem szívesen bontotta meg a már korábban kialakult alapcsapatot, így Gray kevesebb lehetőséget kapott. A Sunderland ellen a hosszabbításban gólpasszt adott Jamie Vardynak, ezzel hozzájárulva csapata 2-0-s győzelméhez, később pedig a Swansea City ellen készítette elő Marc Albrighton találatát. Mivel tíznél több bajnokin lépett pályára az idény végéig, ő is megkapta a Premier League aranyérmét a Leicester City győzelme után.

### A válogatottban
Grayt első alkalommal 2013 novemberében hívták meg az U18-as angol válogatott edzőtáborába. 2014. február 18-án, egy Belgium elleni barátságos mérkőzésen mutatkozott be, végigjátszva a 4-0-s győzelemmel záruló találkozót. Az U19-es csapatba 2014 szeptemberében, Németország ellen válogatták be először. A második félidőben csereként beállva debütált. Egy Dánia elleni Eb-selejtezőn csaknem első gólját is megszerezte. Közeli próbálkozása után a labda egy dán játékosról került a kapuba. Az angol labdarúgó-szövetség (FA) először neki ítélte a gólt, de az UEFA végül öngólnak minősítette.
A 2015-ös touloni barátságos torna keretein belül bekerült az angol U20-as válogatottba. Az első meccsén, Marokkó ellen kezdőként lépett pályára és a 8. percben gólt szerzett a 3-3-mal végződő meccsen. Nathan Redmond sérülése után 2015 novemberében behívták az U21-es válogatottba, a Bosznia és Svájc elleni Eb-selejtezőkre. Végül egyik meccsen sem kapott játéklehetőséget. Végül 2016. március 26-án, Svájc ellen debütált.

## Sikerei, díjai

### Leicester City
- A Premier League bajnoka: 2015/16[47]